# Ziekte van Van Leeuwenhoek
De ziekte van Van Leeuwenhoek (Leeuwenhoek’s disease) is een zeldzame aandoening, waarvan in 1975 slechts 50 gevallen beschreven waren. 
De aandoening bestaat hierin dat het middenrif gaat fladderen, dat wil zeggen dat deze spier aanvalsgewijze, snelle, onwillekeurig contracties vertoont. Deze vorm van myoclonus staat ook bekend onder diafragmafladderen.
Van Leeuwenhoek nam dit verschijnsel in zijn laatste levensjaar bij zichzelf waar en maakte hiervan een uitgebreide beschrijving, die hij in twee in het Nederlands opgestelde brieven aan de secretaris van de Royal Society in Londen had gericht. In het Latijn vertaald werden deze missives gepubliceerd in de Philosophical Transactions.
Pas in de twintigste eeuw werd dit verschijnsel in de geneeskundige literatuur beschreven en als een klinisch syndroom herkend.